# Westereindflat
De Westereindflat is een woongebouw aan de Harry Koningsbergerstraat in de wijk Slotermeer deel C in stadsdeel Amsterdam Nieuw-West. Het werd in de jaren 1956-1958 volgens ontwerp van de architecten Jan Rietveld en Pieter Rinze Bloemsma gebouwd in opdracht van aannemer Cornelis Balke (1894-1959).  In 2007 werd het gebouw in die Top 100 Nederlandse monumenten 1940-1958 opgenomen, sinds 2010 is het een Rijksmonument.
Het uit staalbeton geconstrueerde gebouw bevindt zich aan het noordoostelijke einde van de tuinstad Slotermeer op een opvallende locatie aan de Spoorlijn Amsterdam Centraal - Schiphol en aan de Haarlemmerweg en nabij de Ringweg A10. Het woongebouw heeft totaal tien etages met oorspronkelijk 83 eenkamerwoningen (32 m²) en 44 tweekamerwoningen (48 m²) voor alleenstaanden. Elke van de, over negen etages verdeelde, woningen beschikt over een keuken, douche, balkon en bergruimte.
De vensterramen steken licht uit de witte, van veraf zichtbare, gevel uit. Deze uitvoering van de hoofdgevel wordt aan de zijgevels door een naadloze overgang in de vorm van hoekvensters voortgezet. Een in de oorspronkelijke planning van de architecten voorziene glazen aula met restaurant en terras werd niet gerealiseerd en door kantoorruimten vervangen.
Na de aanleg van de Amsterdam-Schipholspoorlijn vlakbij is boven op het gebouw Amstelbierreclame geplaatst. Hierdoor kreeg het gebouw de bijnaam van 'Amstelbierflat'. Deze reclame is in 2002 verwijderd.

## Fotogalerij

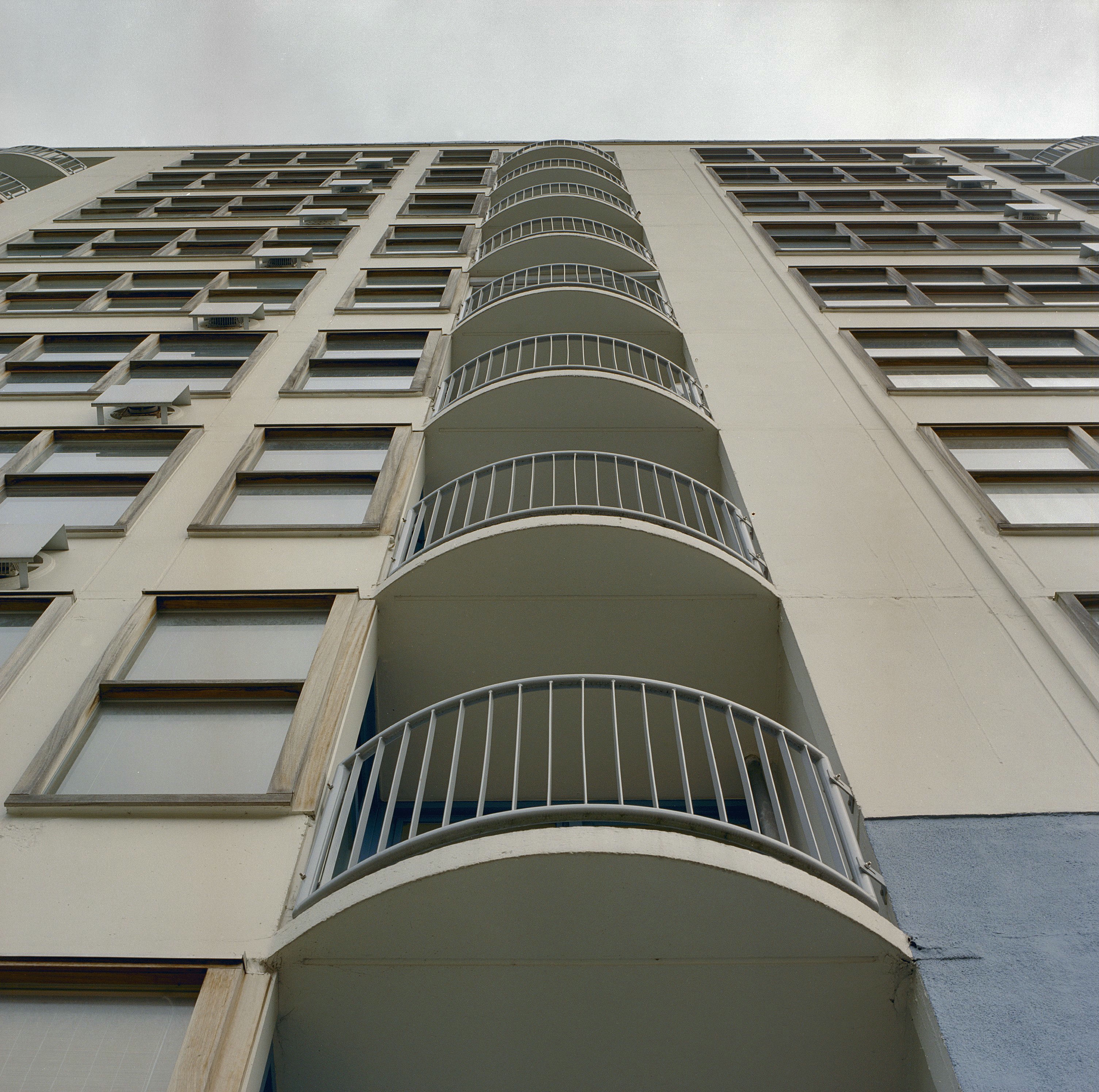
Balkons
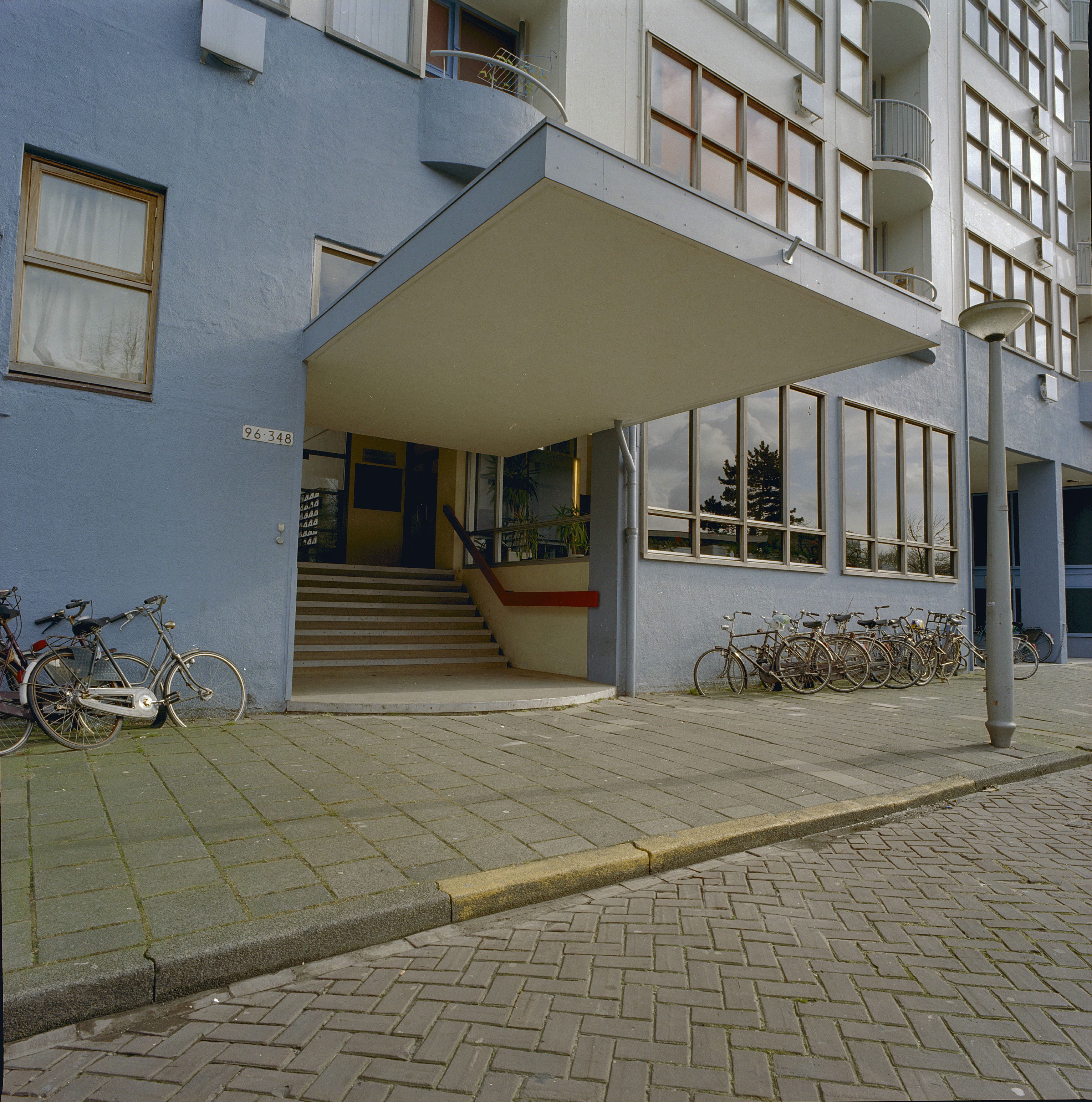
Ingangspartij
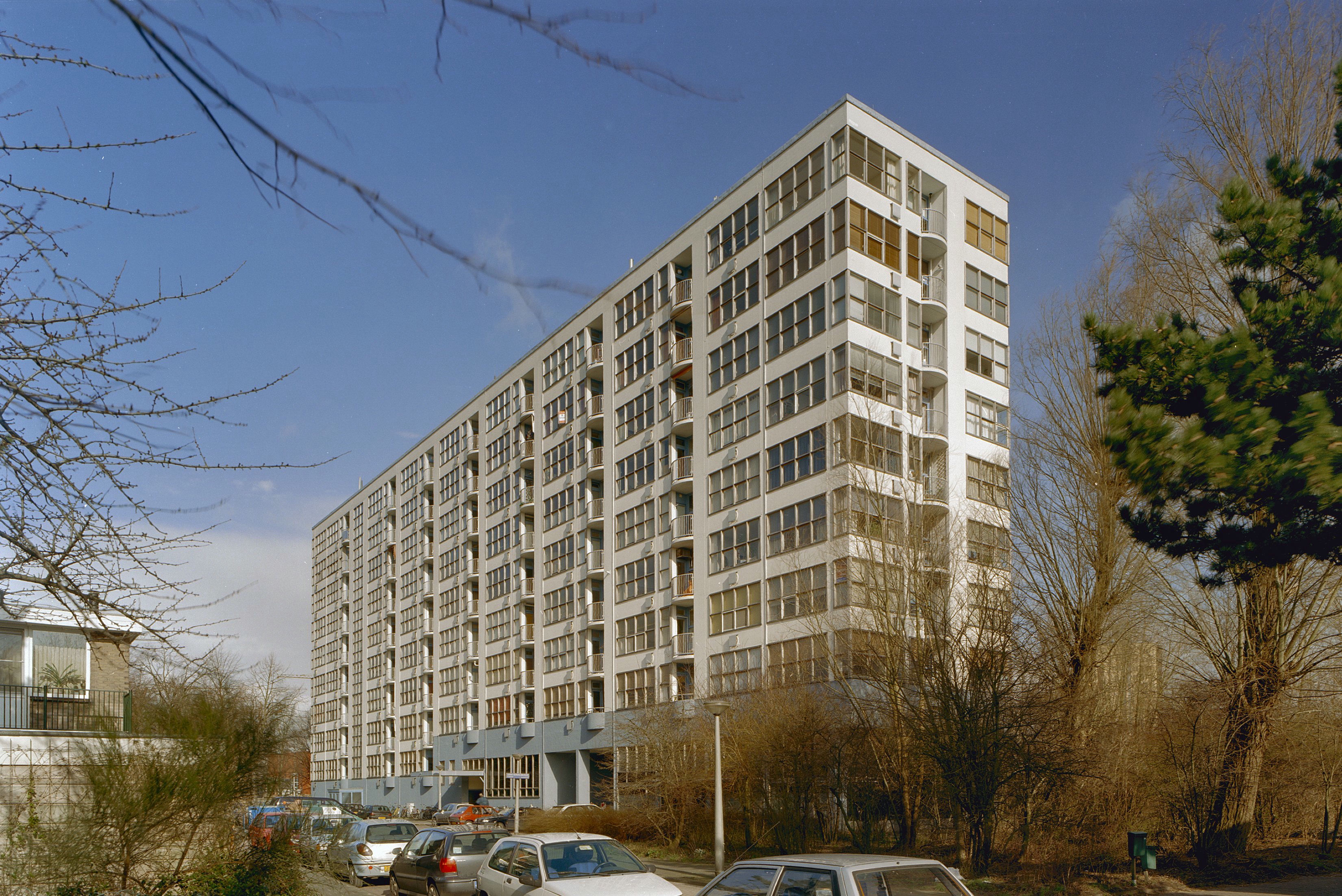
Westereindflat in 2002
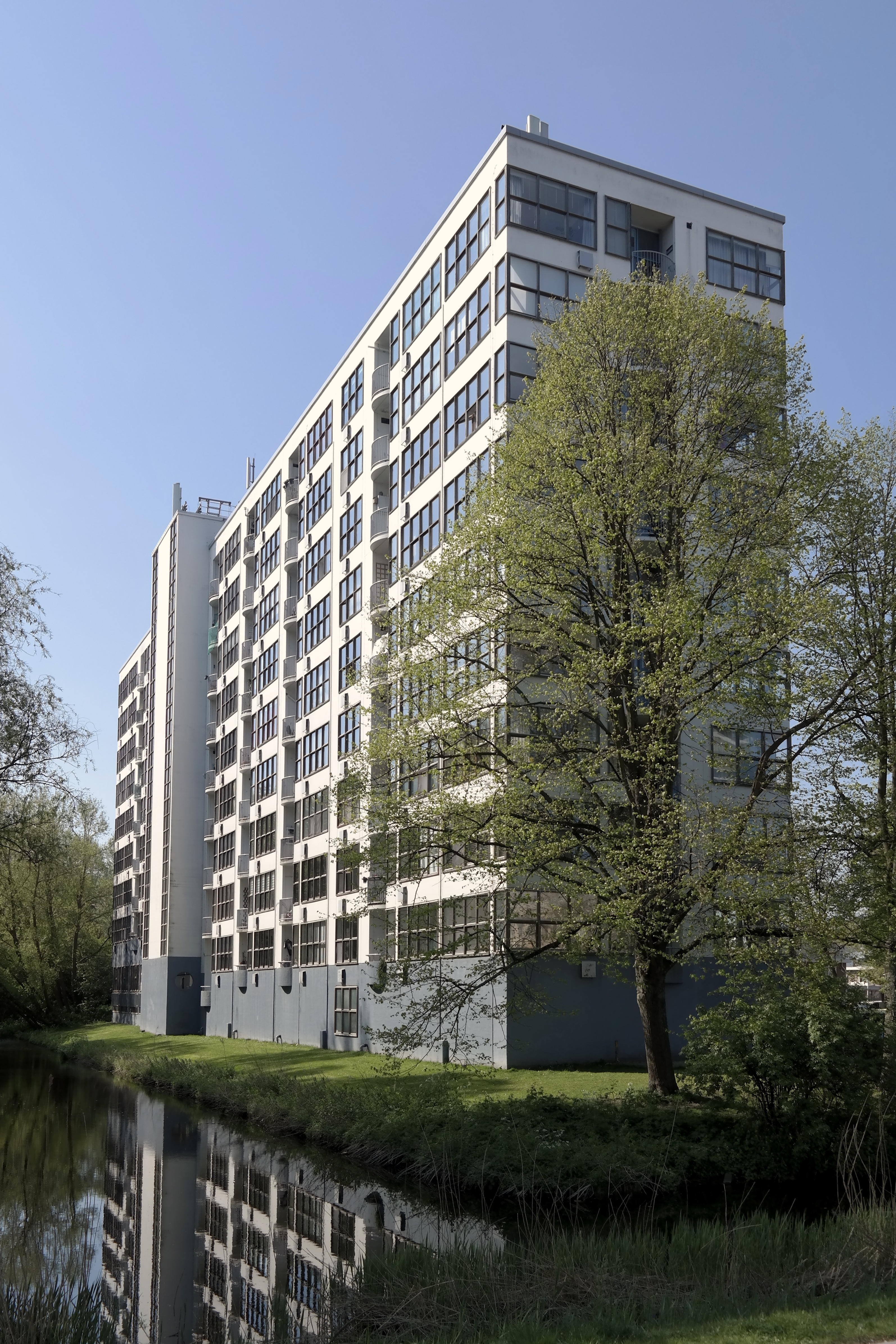
De Westereindflat in 2022